# ハックス将軍
アーミテイジ・ハックス（Armitage Hux）は、アメリカ合衆国のSF映画『スター・ウォーズ』シリーズに登場するキャラクター。エピソード7、エピソード8、エピソード9ではアイルランド出身の俳優ドーナル・グリーソンが演じている。ファースト・オーダーのリーダーを巡ってカイロ・レンと権力闘争を繰り広げた軍司令官である。

## 人物概要
ハックスはアルカニスで生まれ、父であるアルカニス・アカデミーの司令官ブレンドル・ハックスと厨房で働く女性との間に生まれたとされている。銀河内戦の末期、アカデミーが新共和国に陥落しそうになったとき、ハックスたちはアカデミーから救出される。ジャクーの戦いと銀河協定の調印で戦争が終結すると、幼いハックスと父親は帝国海軍の一員として未知の領域に撤退する。これらの勢力は後にファースト・オーダーとして登場する。
共和国はファースト・オーダーを帝国の生き残りの重要ではない一団に過ぎないと考えていたが、ハックスの訓練によって強大な軍隊が形成され、共和国は事実上転覆され、銀河系はスター・ウォーズオリジナル3部作の銀河帝国よりもさらに残忍な独裁国家となる。
彼はファースト・オーダーの最高指導者スノークの右腕として仕え、カイロ・レンに次ぐ権威を持ち、激しいライバル関係にある。彼はレイア・オーガナ将軍が率いるレジスタンスの破壊に専念している。ハックスは共和国が銀河の安定を脅かす存在であり、銀河を支配することが自分の運命だと信じている。

## 作中

### エピソード7/フォースの覚醒
フォースの覚醒では、ファースト・オーダーの高位将軍として初登場する。ハックスは、最後のジェダイであるルーク・スカイウォーカーの地図を取り戻すため、ジャクーへのミッションに参加する。戦いの後、彼はキャプテン・ファズマから元ストームトルーパーのフィンの脱走を知る。レジスタンスを壊滅させるため、スノークはハックスに新共和国の首都ホズニアン・プライムに向けて超兵器スターキラー基地を使用するよう命じる。ハックスはファースト・オーダー軍を前に共和国の終焉について演説するが、その前に彼の指揮下でスターキラー基地からホズニアン・プライムに向けて発射され、数十億の人々が犠牲となる。
ハックスはスノークに、前述の地図を持つドロイドBB-8の捜索をカイロ・レンが止めたことを報告し、スノークは超兵器をディカーのレジスタンス基地に向けるよう命じる。しかし、ハックスが惑星を破壊する前に、レジスタンスのポー・ダメロン率いる攻撃隊がスターキラー基地を破壊する。ハックスはスノークから惑星を脱出し、カイロ・レンを連れてくるよう命じられる。

### エピソード8/最後のジェダイ(2017)
最後のジェダイでは、最高指導者スノークに直接報告する主要な将軍として登場する。彼はダメロンからの通信に応答しようとするが、ダメロンは彼を嘲笑した。その後、ハックスは戦闘を指揮し、双方が大きな損害を被る。スノークは、レジスタンスを倒せなかったハックスを叱責するが、レジスタンスを追跡する計画について話す。ハックスはその後、レジスタンスの残り3隻と救命ボートの砲撃を監督し、ファズマとともにフィンとローズ・ティコの処刑を手配する。その後、メガ級ドレッドノート "スプレマシー "の玉座の間でスノークが死亡し、レンが意識を失っているのを発見。当初はレンが新たな最高指導者だと主張することに抗議していたが、レンがフォースを使って自分の首を絞め、"最高指導者万歳 "と宣言したため、すぐに説得される。映画の最後では、レジスタンスを全滅させようとするレンに同行して惑星クレイトに向かう。レンが部下にルークへの発砲を命じると、ハックスはすぐにそれを止めるよう指示を出す。レン自身がルークを殺そうとした後、ハックスは逃げるレジスタンスのメンバーに集中するよう諭すが、レンはフォースを使って彼を壁に叩きつけ、気絶させることで彼を黙らせる。レンたちがレジスタンスの基地に侵入し、誰もいないのを見つけたとき、ハックスは再び姿を現し、背後からレンに不吉な視線を送る。

### エピソード9/スカイウォーカーの夜明け(2019)
スカイウォーカーの夜明けでは、ハックスは自分が受ける尊敬の欠如と、職を争いつつ常にハックスを貶めるアレジャイアントのプライド将軍とのライバル関係から、袂を分かって嫉妬するようになっていた。ハックスは、パルパティーン皇帝が死から蘇り、惑星を一掃できるジストン級スター・デストロイヤーの艦隊、ファイナル・オーダーを手配したことを聞いてさらに動揺する。ハックスは後に、レンを弱体化させるためにレジスタンスに情報を提供するスパイだったことが明らかになる。彼はフィン、ポー、チューバッカがレンの復活級スター・デストロイヤー・ステッドファストから脱出するのを助け、フィンに足を撃たせて彼らを止めようとするふりをさせる。しかし、彼はプライドにブラスターで胸を撃たれ、プライドは彼の偽装工作によってハックスの反逆に気づく。反乱軍の逃亡を許したハックスの決断は、エクセゴルの戦いでレジスタンスが勝利する大きなきっかけとなった。
映画から削除されたシーンでは、ムスタファーでのカイロ・レンとの冒頭のアクションシーンにハックスやプライドが登場した。